# Hipólita Rodríguez
Hipólita Graciela Rodríguez (sinh ngày 13 tháng 8 năm 1925 tại Yoro) là một chính trị gia người Honduras. Bà hiện đang giữ chức phó đại biểu của Quốc hội Honduras đại diện cho Đảng Thống nhất Dân chủ cho Yoro.